# Breiðárlón
Breiðárlón is een gletsjermeer aan het zuidelijke einde van de gletsjertong Breiðamerkurjökull een onderdeel van IJslands grootste gletsjer, de Vatnajökull.
Het gletsjermeer Breiðárlón ligt niet ver van het nationale park Skaftafell en het bekendere en grotere gletsjermeer Jökulsárlón. Van Breiðárlón stroomt er een klein riviertje naar Fjallsárlón, nog een ander gletsjermeer.